# Tučňák oslí
Tučňák oslí (Pygoscelis papua) je nelétavý pták z rodu Pygoscelis, do kterého se řadí taktéž tučňák kroužkový (Pygoscelis adeliae) a tučňák uzdičkový (Pygoscelis antarctica). Společně pak patří do jedné čeledi tučňákovitých (Sphenisciformes). Vyskytuje se kolem jižního polárního kruhu, hnízdí především na Antarktickém poloostrově a ostrovech v oblasti Antarktické konvergence. V období migrace se může vyskytovat až u Nového Zélandu, Tasmánie nebo na březích Argentiny. Jako první se o něm zmínil německý přírodovědec skotského původu Johann Reinhold Forster, kolem roku 1781, když se s ním střetl při výzkumných plavbách na Falklandských ostrovech, které hojně obývá dodnes. Dorůstá až do výšky 90 cm, průměrně 75 cm, a drží tak třetí příčku v pomyslném žebříčku největších žijících zástupců. Dosahuje téměř devítikilogramové hmotnosti, která je ale vysoce proměnlivá (průměrně váží pět kilogramů). Živí se potravou v moři, především menšími rybami, krilem a případně hlavonožci, na základě ročního období a zeměpisné polohy jednotlivých kolonií.
Tučňák oslí je společenský druh hnízdící v různě početných koloniích o desítkách ale i tisících párech. Je monogamní, kdy spolu uzavřený pár hnízdí často celý život. Kolonie se nacházejí obvykle podél břehů, kde mají ptáci snadný přístup k moři. Rozmnožování tohoto druhu je sezónní; v závislosti na lokalitě nastává počátkem května až září, a vrcholí koncem října až listopadu. Partneři se téměř rovným dílem podílí na péči o potomstvo. Samice snáší obvykle dvě vejce, každé o váze asi 125 gramů a Inkubační doba trvá okolo 35 dnů. Mláďata dospívají ve stáří 80 až 100 dní. Ve volné přírodě se dožívá průměrně 13 let. Dlouhodobě se řadí mezi nejrychlejší zástupce tučňáků; na základě získaných údajů dokáže pod vodou vyvinout rychlost blížící se k hranici 40 km/hod.
Populace tučňáka oslího je považována za stabilní a čítá více než 620 000 ptáků (dle IUCN 2020 až 774 000 dospělých jedinců). Za možnou hrozbu nebezpečnou pro tento druh se dnes považuje znečišťování moří lidským odpadem a nadměrný rybolov.

## Taxonomie
Tučňák oslí je jeden ze tří druhů rodu Pygoscelis, do kterého se taktéž řadí žijící tučňák kroužkový (Pygoscelis adeliae) a tučňák uzdičkový (Pygoscelis antarctica). Všichni se vyznačující mimo jiné dlouhým kartáčovým ocasem.
Na základě moderní mitochondriální a jaderné DNA víme, že se předci tohoto rodu oddělili od ostatních tučňáků asi před 38 miliony let, dva miliony let po předcích rodu Aptenodytes, jež je bazální větví celého řádu. K odtržení a existenci tučňáka oslího došlo pravděpodobně před 14 miliony let, asi pět milionů let po příbuzném tučňákovi kroužkovém.

### Etymologie, nomenklatura
Zástupci tohoto rodu jsou poznamenáni chováním, při kterém kradou oblázky z okolních sousedních hnízd. Jejich rodový název tak může být pravděpodobně odvozen z latinského slova „scelis“ (nebo „scelus“), které v překladu znamená „zločin“ či „krádež“. Avšak podle internetové encyklopedie ARKive, dostali vědecké jméno Pygoscelis – v jejich překladu „opatřený smetákem“ – na základě komického jevu připomínající zametání; tito tučňáci se po souši pohybují kolébavou chůzí a svým dlouhým roztřepeným ocasem zavadí často o zem.
Druhové jméno papua pak nosí poměrně neprávem, na základě chybné domněnky badatele a ornitologa Johanna Reinholda Forstera, který obeplul svět s anglickým kapitánem Jamesem Cookem. Chybně si poznamenal, že tučňáky oslí spatřili v přímořském státě Papua Nová Guinea. Zde však žádní tučňáci nežijí. Nejblíže od tohoto místa lze tento druh spatřit asi 6 000 km jižním směrem na ostrově Macquarie.
V češtině je pojmenován na základě svého specifického hlasu nápadně podobnému hýkání osla, kterým se projevuje v období rozmnožování.

### Poddruhy
Původně se rozlišovaly pouze dva poddruhy tučňáka oslího (Pygoscelis papua papua a Pygoscelis papua ellsworthi), ale od roku 2021 se nově uznávají celkem čtyři poddruhy, které se od sebe liší  fyzickými (morfologickými) i genetickými vlastnostmi a preferovanou oblastí hnízdění (např. severněji hnízdící tučňáci dosahují větších rozměrů než tučňáci žijící více na jihu):
- Pygoscelis papua papua (Forster, 1781); subspecie větších rozměrů,[10] hnízdí převážně na Falklandských ostrovech, ale také na ostrově Martillo a ostrově Stavů (na jihu Argentiny)
- Pygoscelis papupa taeniata (Peale, 1849); obývá Crozetovy ostrovy, Ostrovy prince Edwarda, Kergueleny, Heardův ostrov a hnízdí také po boku tučňáků královských na ostrově Macquarie
- Pygoscelis papua ellsworthi (Murphy, 1947); subspecie menších rozměrů,[10] obývá Antarktický poloostrov, Jižní Orkneje, Jižní Shetlandy či Jižní Sandwichovy ostrovy
- Pygoscelis papua poncetii (Tyler, Bonfitto, Clucas, Reddy & Younger, 2020); výskyt pouze v Jižní Georgii

Studie z roku 2020 doporučovala zmíněné čtyři poddruhy povýšit na čtyři nové druhy (Pygoscelis papua, Pygoscelis taeniata, Pygoscelis ellsworthi a Pygoscelis poncetii), to ale Mezinárodní ornitologický kongres zamítl.

## Výskyt

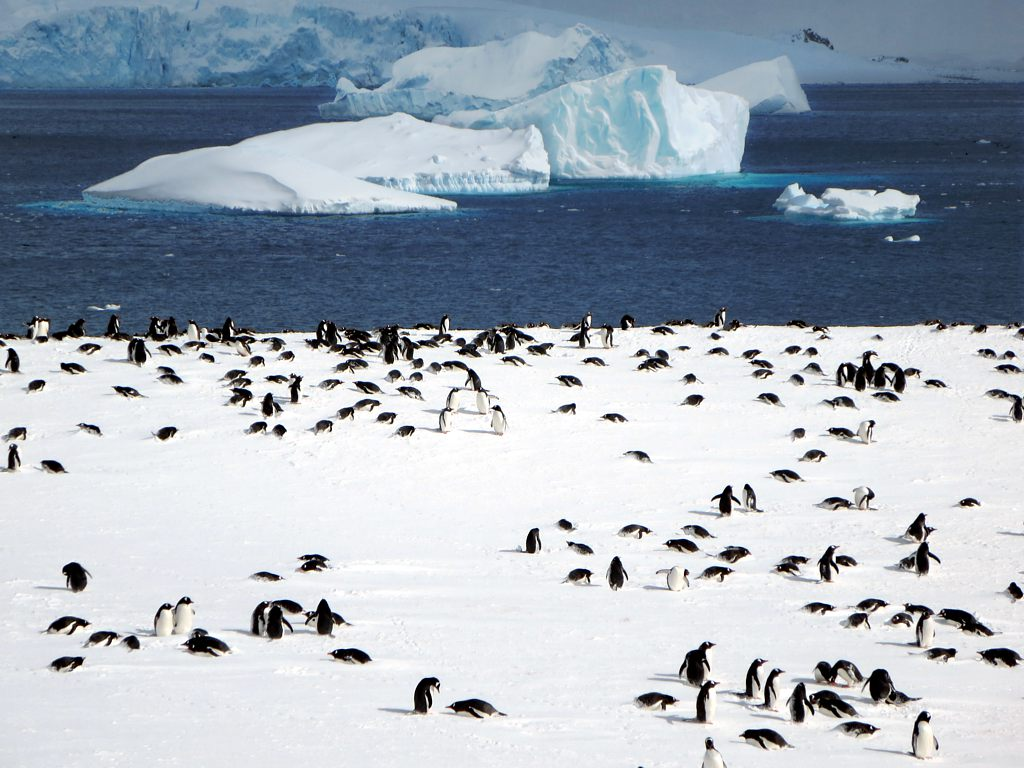
Kolonie tučňáků oslích na ostrově Cuverville v Antarktické konvergenci

Domovinou těchto ptáků jsou chladná, slaná moře na Jižní polokouli. Zde obývají zejména Antarktický poloostrov, kde se nachází asi 25 % z celkového počtu populace, a blízké subantarktické ostrovy; z nich nejvíce Falklandské ostrovy (až 40 % světové populace), Jižní Georgii a Jižní Sandwichovy ostrovy, Jižní Shetlandy, souostroví Kergueleny, Crozetovy ostrovy, Heardův ostrov a McDonaldovy ostrovy, a v neposlední řadě Jižní Orkneje. Menší, jen několika tisícové kolonie, pak nalezneme například na ostrově Macquarie po boku tučňáků královských, nebo na ostrově Marion a sousedících ostrovech prince Edvarda. Poměrně nedávno byl zpozorován i třeba na argentinském ostrově s celým názvem Martillo a Islas de los Estado, kde však hnízdí pouze pár stovek ptáků. Odborníci celkově evidují více než 300 000 hnízdících párů z prakticky neměnného trendu trvajícího již desítky let.
Severněji hnízdící ptáci (např. Pygoscelis papua papua) pobývají ve vodách o průměrné teplotě 4 až 8 °C, zatímco jižněji hnízdící ptáci (např. Pygoscelis papua ellsworthi) odolávají velmi studeným mořím o průměrné teplotě -1 až 2 °C.

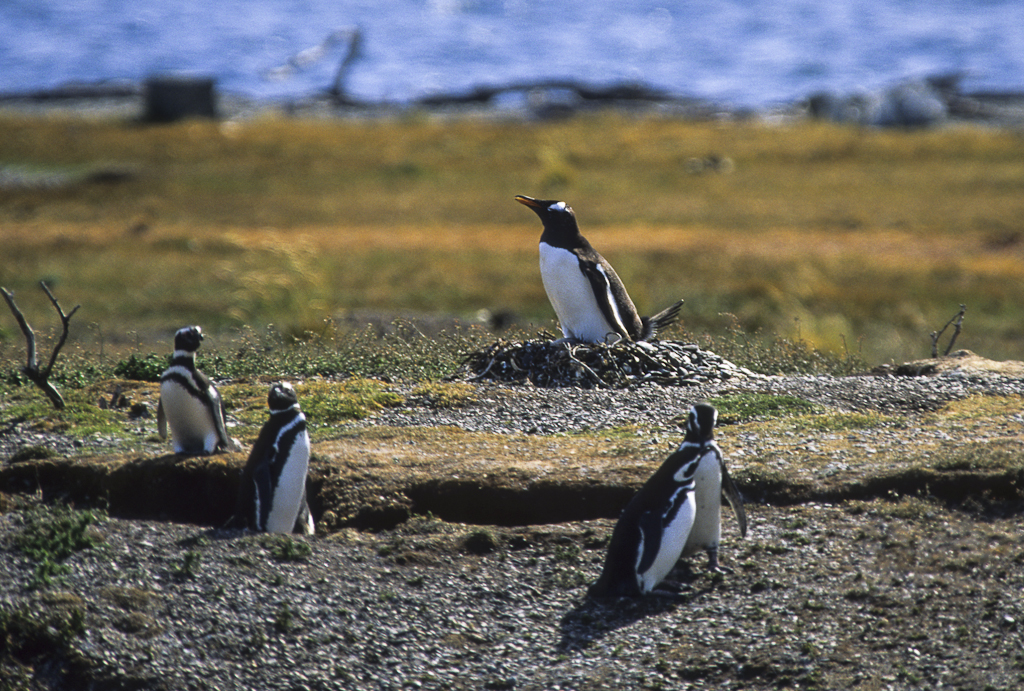
Jedinec hnízdící po boku tučňáků magellanských (Spheniscus magellanicus) v Ohňové zemi (Jižní Amerika)

V mimo hnízdním období není přesně známo, kam tito ptáci migrují. Ačkoli nebyly provedeny žádné podstatné výzkumy, ornitologové se domnívají, že se zdržují po celý rok na hnízdišti anebo v jeho blízkosti. Přesto byla řada tuláků spatřena až na břehu Argentiny (kde již nevelký počet ptáků dokonce hnízdí) nebo na březích Austrálie a Nového Zélandu.

## Popis

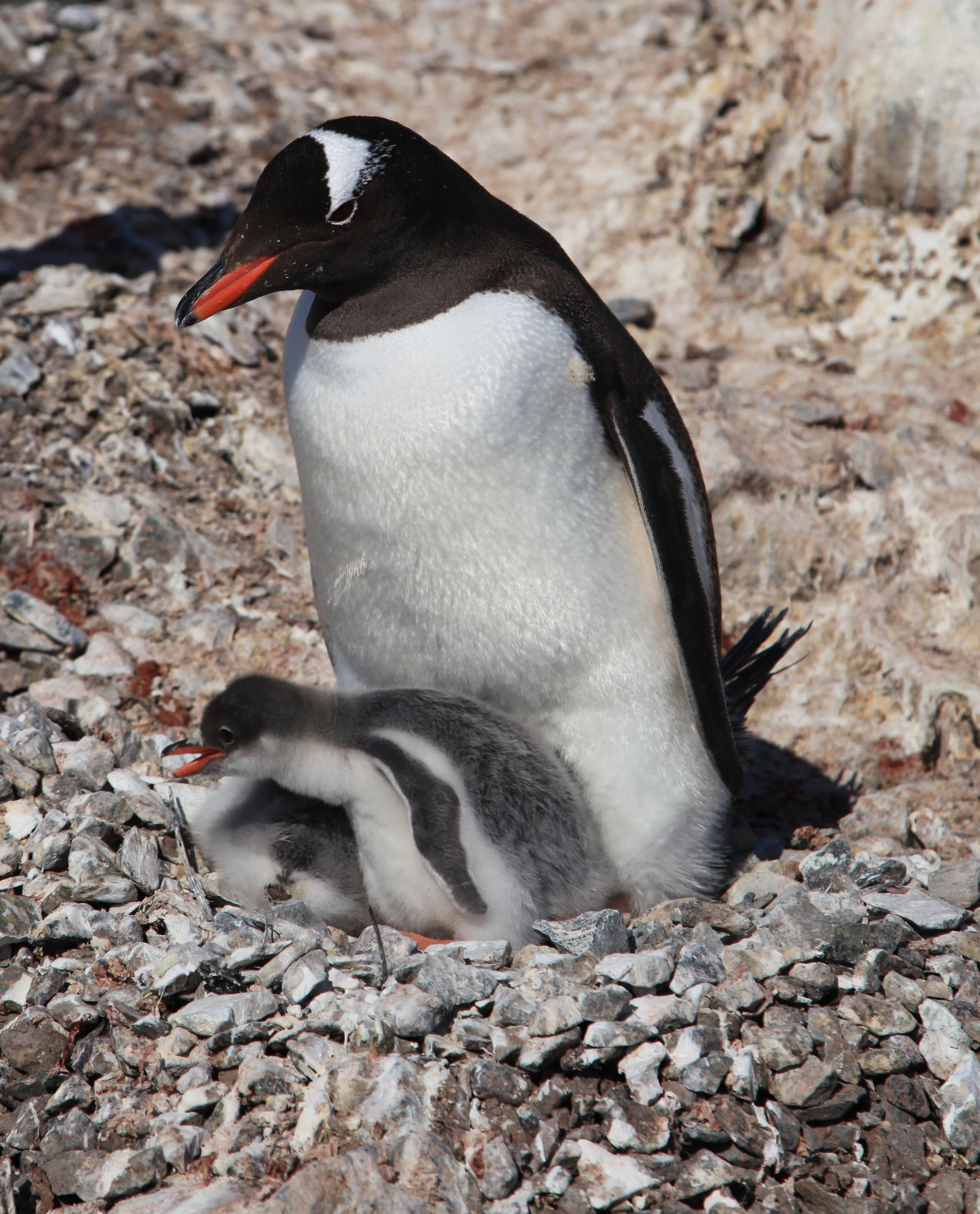
Dospělý s mláďaty

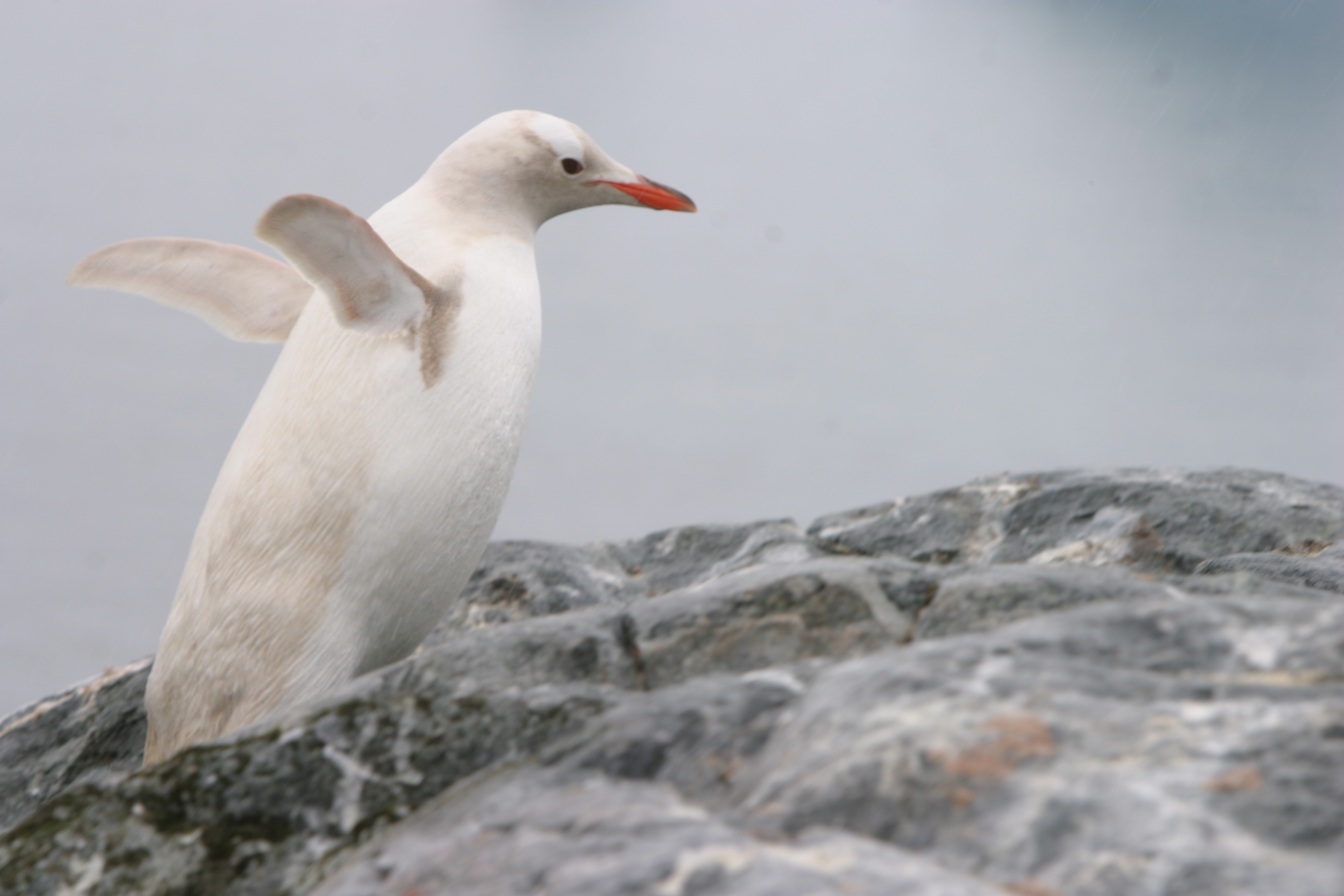
Dospělý jedinec s vadou pigmentu (tzv. isabellinismus)

Tučňák oslí je nelétavý pták, dobře přizpůsobený k životu v moři, kde loví potravu. Namísto lehkých křídel má tuhé ploutve připomínající vesla, které mu umožňují obratně se v hluboké vodě pohybovat.
Jako ostatní tučňáci, tak i tučňák oslí má tělo s kontrastním černobílým zbarvením. Tak je dobře maskován při pobytu na moři; tmavý a světlý odstín se dobře mísí s temným oceánem a světlou oblohou. Specifické jsou jeho bílé skvrny klínovitého tvaru nad očima a po stranách hlavy. Duhovku má tmavě hnědou. Dále jistě zaujme jasně oranžovým až červeným pruhem po stranách zobáku, nebo výrazně růžovýma až oranžovýma nohama. Jako ostatní ptáci z rodu Pygoscelis má dlouhý kartáčový ocas, který se skládá z 14 až 18 per dorůstajících až do délky 15 centimetrů. Tělo má pokryté velmi jemným peřím; na jednom centimetru čtverečním vyrůstá až 28 peříček. Aby si jej udržel vodotěsné, zobákem si ho pravidelně mastí vlastní olejovitou hmotou z nadocasní žlázy. Mláďata jsou před dovršením 14 měsíců prakticky stejně zbarvená (šedě až černě na zádech, bíle na břiše), avšak od dospělých odlišná (bez bíle kresby na hlavě).
Výjimečně se lze setkat s jedinci, kteří vypadají poněkud odlišně – jsou celkově světlejší. Jejich jinak černé peří je v tomto případě světle hnědé až bílé. Spíše než o albinismus se však jedná o vadu zvanou isabellinismus (pakliže pták nemá narůžovělý zobák, kůži a oči – více zde). Tu způsobuje genetická mutace, která ředí pigment v peří tučňáků. V roce 2021 byl tento vzácný jedinec spatřen v Jižních Shetlandech a dostalo se mu očekávané pozornosti.
Dorůstá až do výšky 90 cm, průměrně 75 cm, a drží tak třetí příčku (po tučňákovi císařském a patagonském) v pomyslném žebříčku největších žijících zástupců čeledi Sphenisciformes. Dosahuje téměř devítikilogramové hmotnosti, která je ale vysoce proměnlivá; v období rozmnožování či pelichání – v obou případech vyznačeném nižším příjem potravy, může jeho váha klesnout na méně než pět kilogramů. Severněji hnízdící ptáci dosahují vyšších rozměrů, než ptáci žijící blíže k jihu. Pohlavní dimorfismus je nevýrazný a obě pohlaví se od sebe liší pouze v tělesných parametrech: samice má nepatrně nižší hmotnost, výšku, délku končetin či zobáku, nežli samec.

## Chování

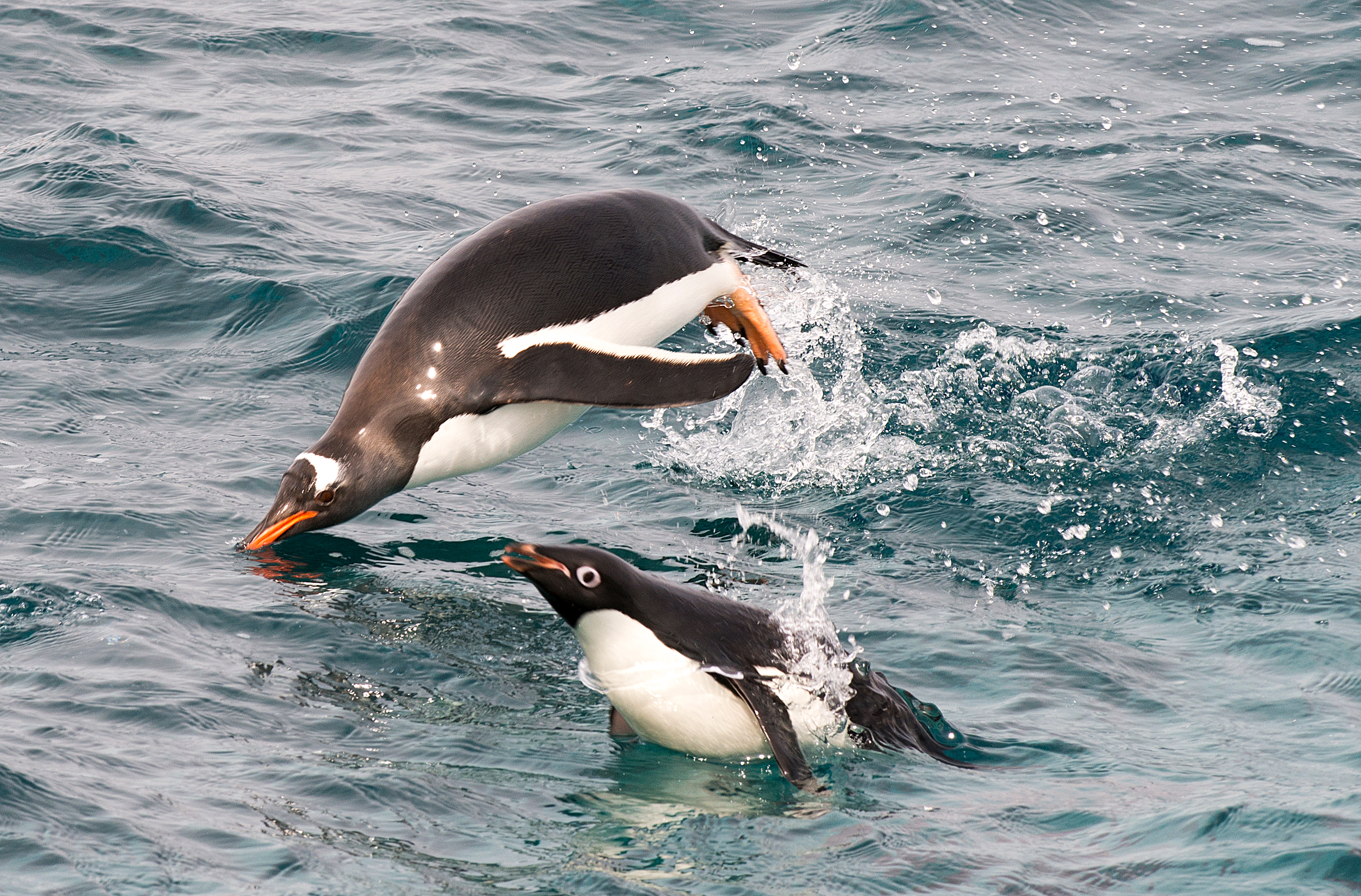
Na moři se tučňák oslí pohybuje s periodickými skoky nad hladinou, podobně jako delfíni (Delphinidae). Tímto nejefektivněji urazí delší vzdálenost, podobně jako jeho příbuzný tučňák kroužkový (Pygocelis adeliae)

Tučňák oslí je společenský druh zvyklí hnízdit v početných koloniích o desítkách až tisících párech, navíc po boku dalších druhů tučňáků či jiných druhů ptáků. Dle dostupných pramenů je zpravidla monogamní. Uzavřené páry hnízdí spolu často celý život a k přetržení vazeb dochází jen zřídka, v případě, že se páru jednoduše nedaří (opomineme-li možné úmrtí jednoho z partnerů). Takové páry se pak nezabývají námluvami, čímž vzniká cenná úspora času. Celkovou procentuální bilanci mohou zkreslit mladí nezkušení jedinci.
Kolonie se nacházejí obvykle podél břehů. Odtud mají ptáci snadný přístup k moři. Zatímco jedna kolonie může hnízdit na zasněžené půdě, další vychovává snůšku na travnatém terénu, tedy v poněkud odlišných podmínkách. Některé páry se mohou nacházet 2–8 kilometrů ve vnitrozemí. Hnízda vytvářejí ve vyšších nadmořských výškách (okolo 115 metrů), díky čemuž nedojde k jejich zaplavení. Typické pro ně jsou oblázkové pláže, odkud si v zobácích přinášejí kamínky o velikosti asi pěti centimetrů a pokládají je na svá hnízda.
Dlouhodobě se řadí mezi nejrychlejší zástupce řádu tučňáci; na základě získaných údajů dokáže pod vodou vyvinout rychlost blížící se k hranici 40 km/hod (dle různých pramenů 27–36 km/hod). Podniká menší ponory; obvykle okolo 10–20 metrů, v nichž setrvává průměrně dvě minuty, nebo často jen necelou minutu. Disponuje však natolik dobrou anatomickou stavbou těla, že se dokáže potopit až do hloubky 170 metrů, nebo i více než 200 metrů. Maximální změřená hloubka činí 212 metrů (údaj z roku 2018).

### Potrava
Tučňák oslí je masožravec. Živí se především menšími rybami, krilem (například krunýřovkou krillovou) a případně hlavonožci, na základě ročního období a zeměpisné polohy kolonií; například v měsících únor-březen tvoří korýši pouze 10 % z celé stravy, zatímco počátkem června se tímto členovcem živí již ze 75 %. Od konce června se pak živí výhradně (z 90 %) rybí stravou, především z čeledi ledovkovitých (Nototheniidae) – například druhem Lepidonotothen squamifrons, a to až do konce října. Variabilita z hlediska lokalit je však poměrně výrazná; na ostrově Marion se již v měsíci březen živí korýši z více než 80 %, a kolonie na Antarktickém poloostrově se praktický celé období chovu živí zejména krilem. Obecně platí, že se v severnějších vodách živí tučňáci převážně rybí stravou, zatímco v jižní částí jejich výskytu je jejich potrava složena především z korýšů. Sezónní změnu potravy způsobuje hned několik faktorů, jako například přítomnost jiných druhů tučňáků, mimo hnízdní migrace ptáků a v neposlední řadě taktéž hloubka, v které se kořist nachází.  

Jeho kořist nebývá větší než 15 centimetrů a loví v mořích poblíž svého hnízdiště, od kterého se jen zřídka vzdaluje na více než 30 kilometrů. V období rozmnožování se na moři zdržuje asi 6–7 hodin denně a po uplynutí této doby se vrací zpátky na souš nakrmit mláďata. 

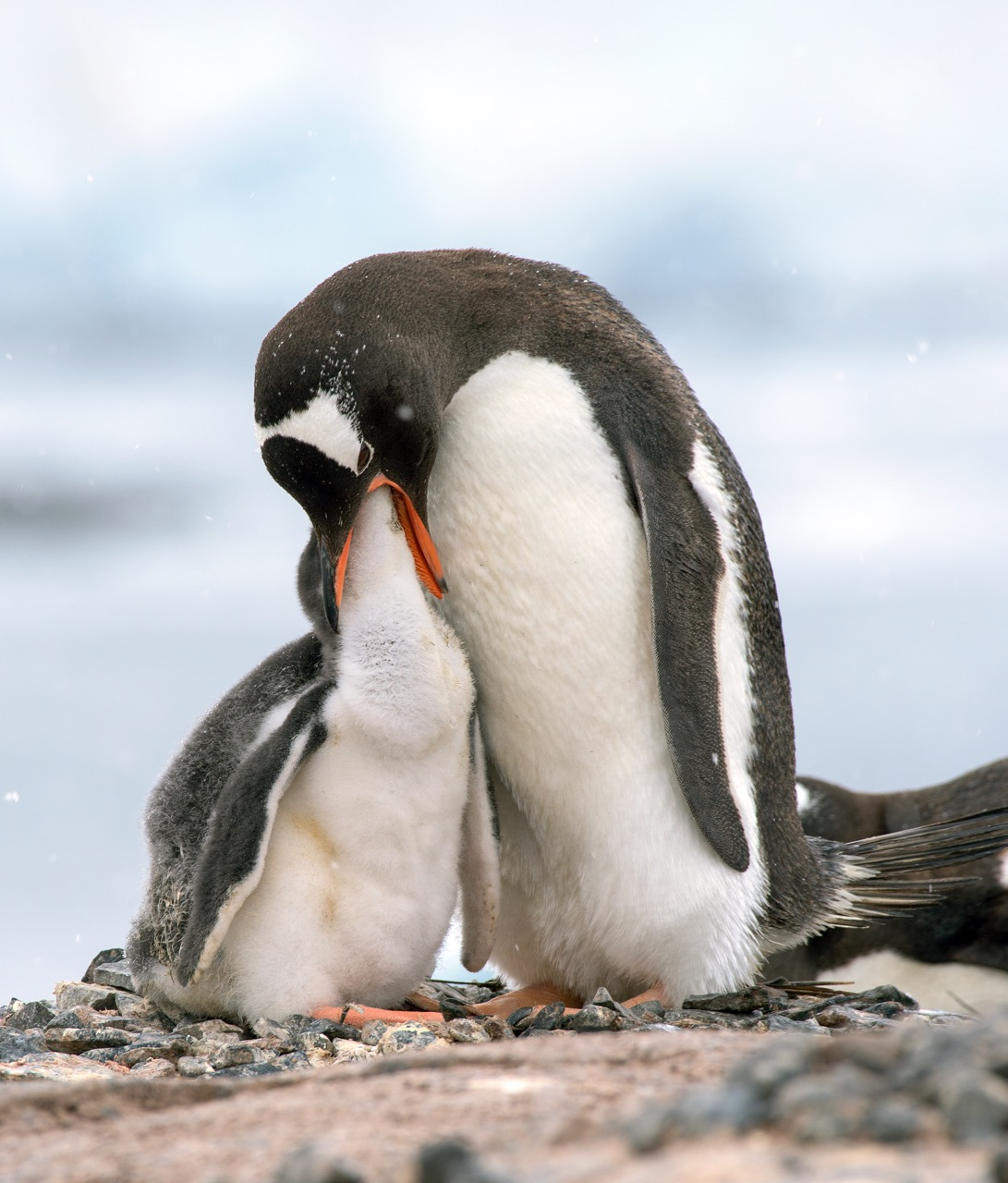
Při krmení se mládě doslova ponoří do zobáku svého rodiče

### Rozmnožování, dožití
Rozmnožování tohoto druhu je sezónní; v závislosti na lokalitě nastává počátkem května až září, a vrcholí koncem října až listopadu. Jednotlivé kolonie mají totiž odlišné podmínky, přičemž dříve začíná hnízdit severněji hnízdící subspecie (Pygoscelis papua papua) a o něco později jižněji hnízdící subspecie (Pygoscelis papua ellsworthi). Tučňák oslí se začíná pářit ve věku dvou let, ale v reprodukci úspěšný bývá obvykle o jeden až dva roky později.
Prvotní úlohou samce je naleznout vyhovující místo k vybudování hnízda. Následně dochází k jeho samotné realizaci, nebo jen k úpravě hnízda využitého již předešlou sezónu. Fixace páru na první spolu tvořené hnízdo je poměrně běžná. Hlavním stavebním kamenem jsou oblázky z pobřeží, které si tučňák kolikrát pečlivě vybírá. Za stálého zvelebování může jedno takové hnízdo obsahovat více než tisíc podobně velkých kamínků. Navršené množství pak tvoří ohraničenou část hnízda, v jehož prohlubni samice dobře uschová vejce. Hnízdící páry se musí mít na pozoru před drzými zloději, kteří občas navštěvují jejich příbytky a z cizích hnízd si kamínky či jiné komponenty odnášejí na svá.
Pokud si nezadaný samec hledá družku, vábit ji bude v blízkosti svého hnízda; natáhne krk, vztyčí zobák a třese roztaženými křídly, zatímco vydává hlasité hrdelní tóny. Zaujme-li samec potenciální partnerku, následuje ho až k hnízdu. Posléze přichází fáze vzájemného poznávání a mezi charakteristické znaky uzavřeného svazku patří společné uklánění či hlasité troubení. 

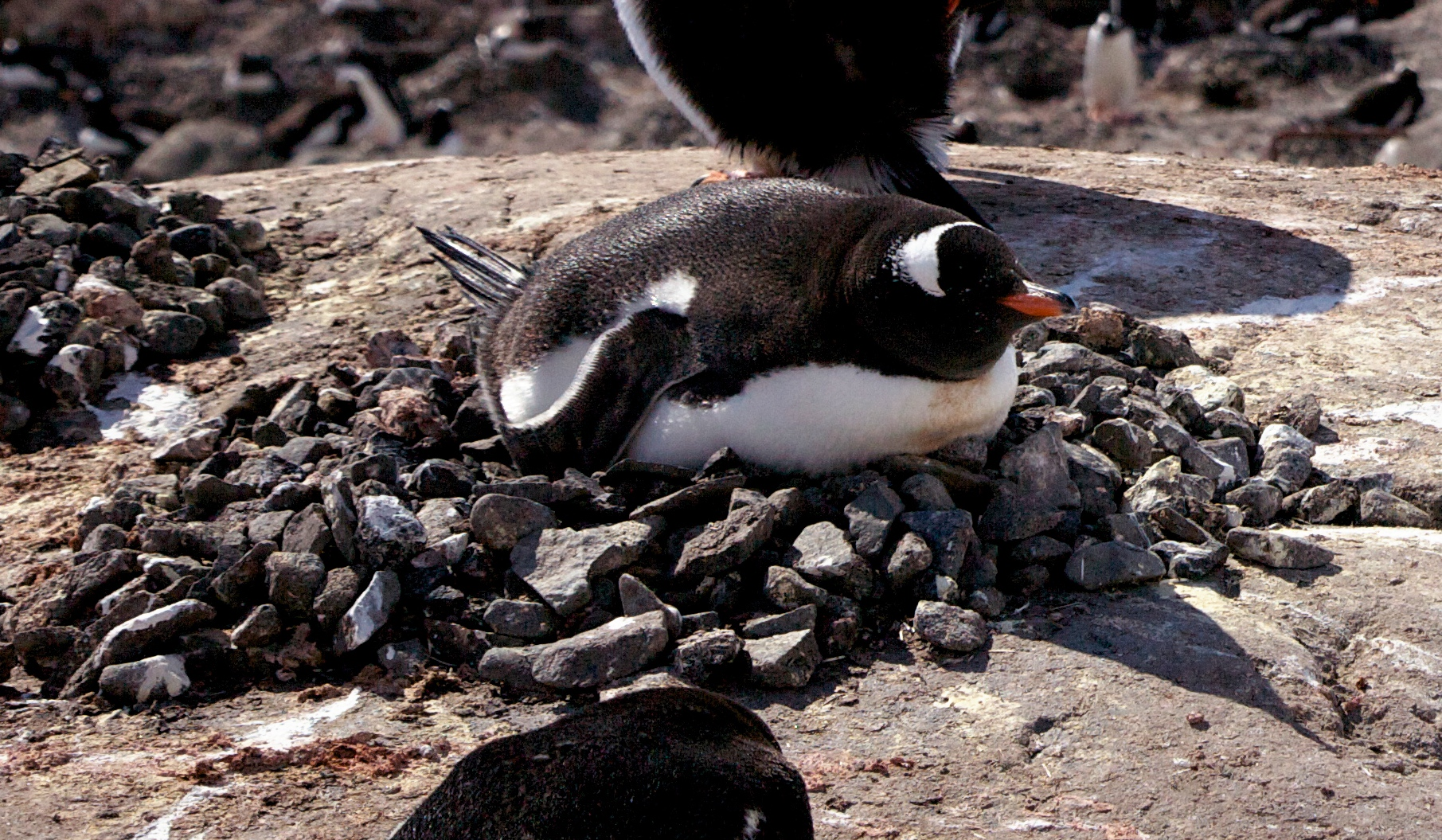
Typické hnízdo z oblázků

Zhruba pět dní po páření snese samice první vejce, druhé zpravidla o tři dny později. Výjimečně položí samice pouze jedno, nebo případně až tři vejce. Jsou nazelenalá, mají kulovitý tvar a váží průměrné 125 gramů. Inkubační doba trvá okolo 35 dnů. Mláďata se líhnou většinou současně, navzdory odstupu při snesení, a každé z nich váží zhruba 95 gramů. Prvních asi 27 dnů jsou střežena vždy jedním z rodičů. V nastávající asi 30–40 denní fázi se již volně pohybují po okolí a zdržují se s jinými mláďaty ve skupinkách, zatímco je oba rodiče chodí nadále krmit. Následně se pozvolna úplně osamostatní a vstoupí do moře, kde si již potravu shánějí sama (přibližně ve stáří 80 až 100 dní). 

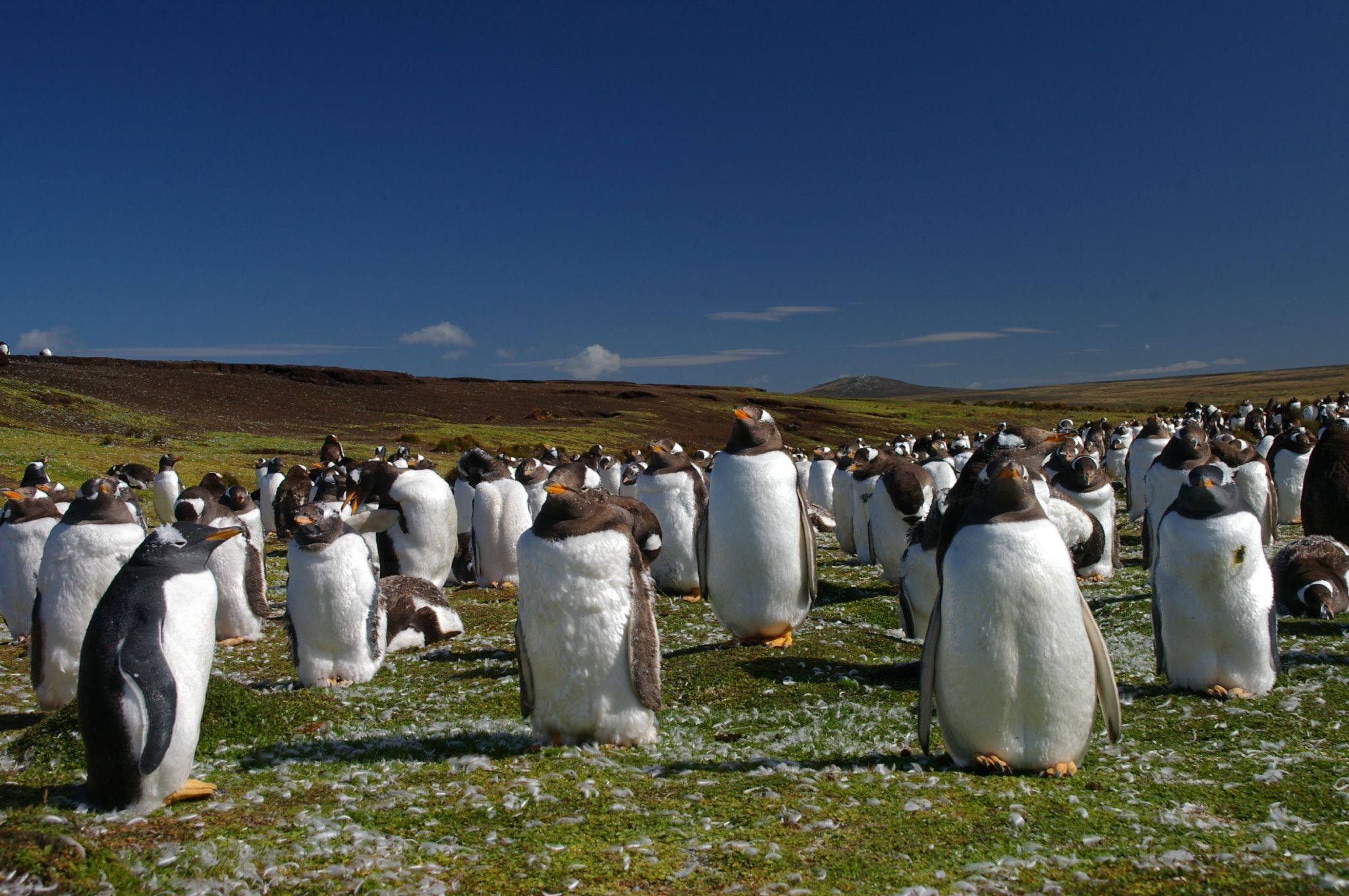
V období pelichání na Falklandských ostrovech

Pokud pár o snůšku přijde, může zahnízdit ještě tentýž rok znovu. Tím se ale naruší – posune – jejich rozmnožovací cyklus a následkem toho tomu mohou být v nadcházející sezóně zcela bez potomků.
Po tomto nelehkém období chovu čeká dospělé ještě obměna starého peří, a tak aby nabrali sílu, zotaví se na krátkou chvíli v moři. Jedná se totiž o poměrně náročný a životu nebezpečný proces, během kterého nemohou vstoupit do moře a nakrmit se, nebo v něm nalézt obvyklé útočiště. Přepeření trvá tři až čtyři týdny (průměrně asi 25 dní) a pták při něm denně ztrácí téměř čtvrt kilogramu váhy, což znamená, že za celý jeho průběh může zchudnout až o pět kilogramů.
Průměrně se tučňák oslí dožívá 13 let. Kritickým obdobím je pro tento druh první rok života, během kterého umírá 30–50 % mláďat (tedy téměř každé druhé), avšak dožije-li se jedinec dalšího roku šance na přežití výrazně roste (až 80 % pravděpodobnost). V zajetí se dožívá nezvykle nízkého věku, v průměru asi 10 let, ovšem v dánské zoo Odense se samice tučňáka oslího dožila rekordních 41 let a 141 dní (uvedeno v Guinnessově knize rekordů k roku 2020/2021).

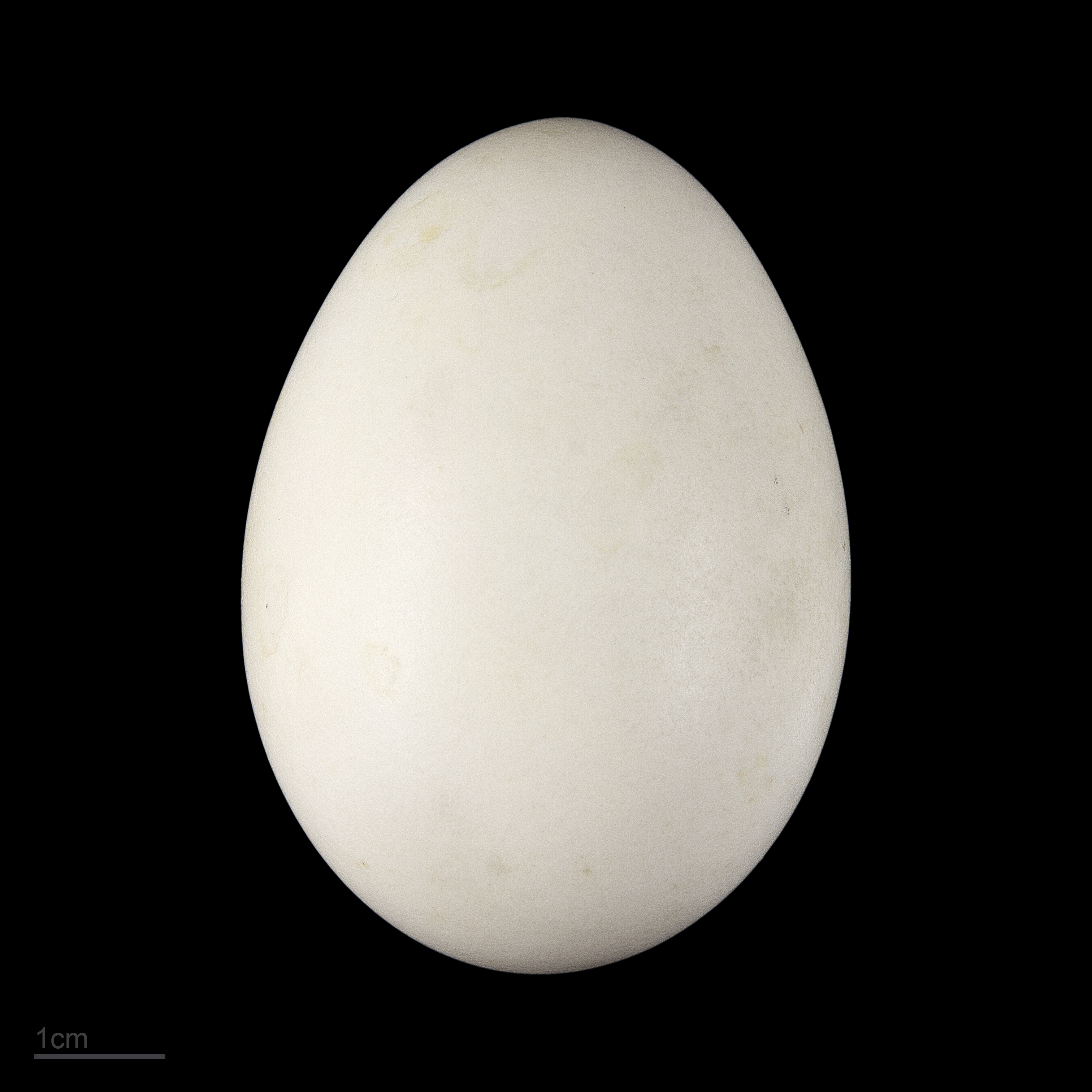
Vejce tučňáka oslího (Pygoscelis papua)

### Predátoři a parazité

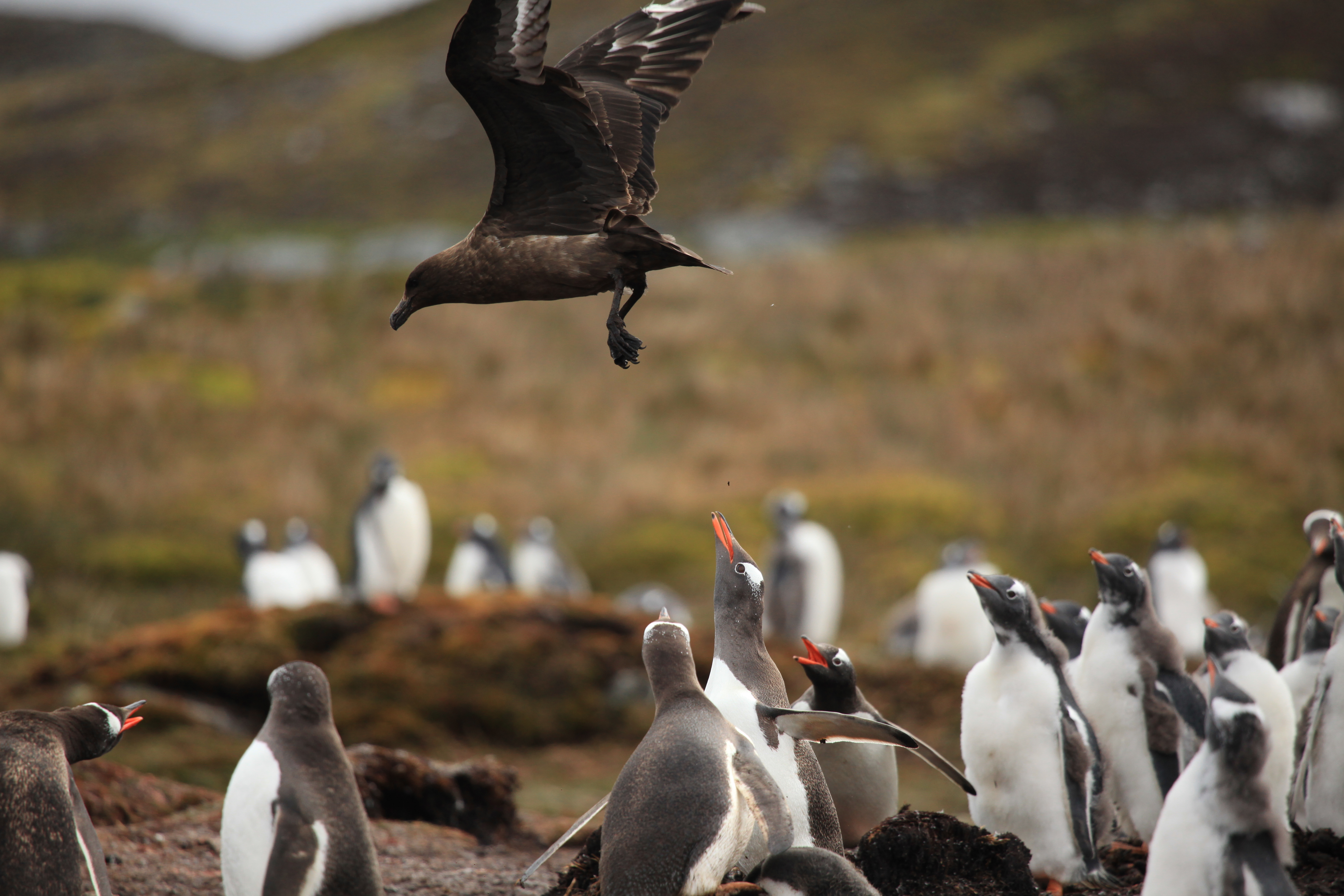
Chaluha subantarktická (Stercorarius antarcticus) v kolonii tučňáků oslích

Predátoři představují největší riziko pro mláďata. Jejich typickým nepřítelem je chaluha subantraktická (Stercorarius antarcticus), která si v kolonii vyhledává okrajové, zpravidla nezkušené páry, kde se vajec nebo mláďat zmocní relativně snadno. První měsíc mají mláďata na starosti rodiče, ale jsou-li v nadcházející fázi chovu nepřítomni (viz rozmnožování), brání se mláďata alespoň takovým způsobem, že s ostatními vrstevníky tvoří těsné skupinky, takzvané školky. Pro chaluhu je pak obtížnější jedno z mláďat odtáhnout a zabít, drží-li se v blízkosti pevně semknutého houfu (v tomto období již mládě není tak malé). Dalšími známými predátory na souši jsou chaluha antarktická (Stercorarius maccormicki), chaluha chilská (Stercorarius chilensis), racek jižní (Larus dominicanus), nebo některé druhy sokolů. (Falconiformes).
Během pobytu na moři představuje hrozbu několik druhů ploutvonožců, případně kytovců. Častou obětí jsou mladí nezkušení ptáci. Mezi typické predátory patří například tuleň leopardí (Hydrurga leptonyx), tuleň Weddellův (Leptonychotes weddellii), několik druhů lachtanů z rodu Otaria, nebo třeba kosatka dravá (Orcinus orca). Větší vliv mají tito predátoři v období rozmnožování, jelikož se tučňáci zdržují na souši. Mají-li namířeno do moře, nemají dostatek času nebo možností na únik. V opačném případě vrací-li se z moře na souš (například nakrmit mládě), nuceně riskují a vydávají se vstříc číhajícím savcům, kteří se drží u břehu. Na obranu ptáci plavou v semknutých skupinách ve kterých má jednotlivec větší šanci na přežití.
Mezi obvyklé parazity (ektoparazity) tučňáků se řadí blechy z rodu Parapsyllus, klíšťata (především druh Ixodes uriae), ale taktéž střevní parazité (endoparaziti), jako například Tetrabothrius pauliani, Tetrabothrius wrighti, Parorchites zederi a v neposlední řadě rod Corynosoma.

## Ohrožení

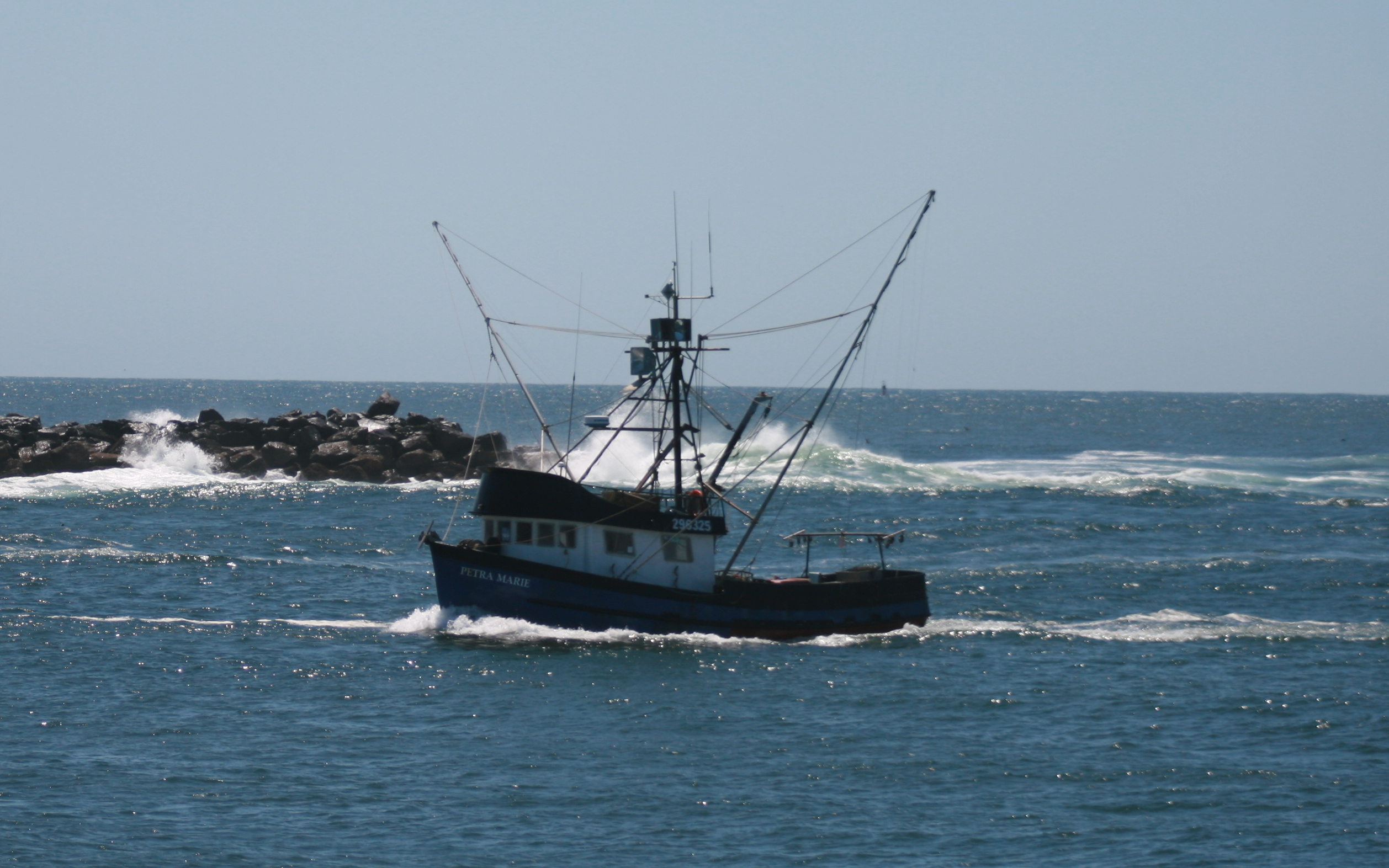
Nadměrný rybolov je pro tučňáky nebezpečný; je-li mořské potravy méně, mnohem složitěji se k ní ptáci dostávají. V období rozmnožování to pak znamená, že vzniká mnohem větší časová prodleva, kvůli které jsou mláďata ohrožena na životě

Populace tučňáka oslího je považována za stabilní a čítá více než 620 000 jedinců (dle IUCN 2020 až 774 000 dospělých ptáků). Počet ptáků v některých oblastech kolísá (především populace ze subantarktických ostrovů), v jiných naopak roste (obzvláště kolonie hnízdící na Antarktickém poloostrově). Ačkoli jsou některé změny konstantní až drastické, například populace tučňáků z Ptačího ostrova (angl. Bird Island) se od roku 1980 zmenšila o více než 60 %, v červeném seznamu ohrožených druhů živočichů je tento druh vedený jako málo dotčený.
Falklandské ostrovy jsou prozatím jediným místem, kde tučňáci žijí v blízkosti lidských sídel. Přestože zemědělství výrazně změnilo krajinu těchto ostrovů, ptáci se dokázali přizpůsobit novým podmínkám; nevadí jim otevřené planiny a dokonce ani přítomnost pasoucího se dobytka. Zavedená doprava spolu s nárůstem počtu obyvatel a cestovního ruchu sice narušila jinak obvyklý běh zdejší divoké přírody, avšak provedená studie zaměřená na možný negativní dopad neprokázala, že by stávající úroveň osídlení působila na ptáky významně negativně. Podle ní ptáci dobře snáší i přítomnost člověka, pakliže se zdržuje v uctivé vzdálenosti od jejich hnízd (nejblíže asi do 15 metrů). V 19. století sbírali zdejší obyvatelé jejich vejce ke své obživě, ale když se na Falklandské ostrovy začala dovážet vejce slepičí, rapidně těchto případů ubylo.
Za možnou hrozbu nebezpečnou pro populaci těchto ptáků se dnes považuje znečišťování moří lidským odpadem nebo komerční rybolov, který může výrazně ovlivnit dostupné množství potravy.

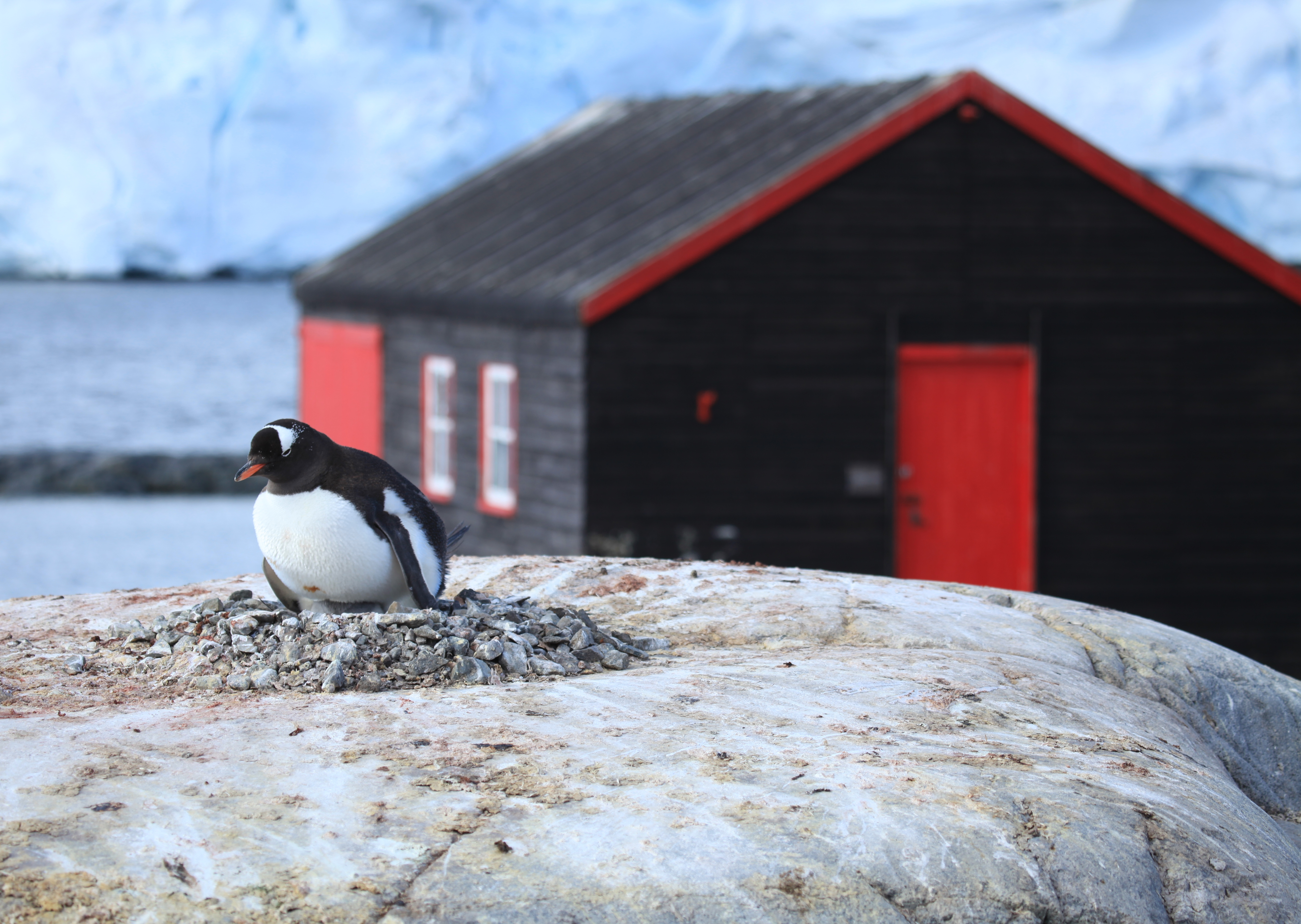
Tučňák v blízkosti výzkumné stanice

### Ochrana
V současné době neprobíhají žádná přísnější opatření. Existuje však několik doporučení. Aby se předešlo možným hrozbám, považuje se za důležité neustále monitorovat chovné kolonie. Například je potřeba nadále sledovat možný dopad ze strany turismu, případně omezovat jeho výší v období rozmnožování. Návštěvníkům Antarktického poloostrova je přímo nařízeno, že lze k tučňákům přistoupit nejblíže na vzdálenost pět metrů. Dále je třeba počítat s případnou predací ze strany invazních druhů, jenž by mohla nastat především na lidmi osídlených Falklandských ostrovech. Některé ostrovy smí obývat pouze výzkumníci, protože se jedná o mezinárodně chráněné oblasti nebo jsou označeny za přírodní rezervaci (například ostrov Maquaire nebo ostrov Marion). Ačkoli jsou některé ostrovy osídleny pouze přechodně, za snížený počet ptáků hnízdících kupříkladu na Kerguelenech může být zodpovědný právě člověk, který svou aktivitou (vyrušováním) ovlivňuje zdejší okolí a chování zvířat.

## V kultuře
V angličtině nosí název Gentoo Penguin, jakož je pojmenovaná i jedna GNU/Linuxová distribuce.
Tučňák oslí hraje ústřední roli v americké rodinné komedii Pan Popper a jeho tučňáci (angl. Mr. Popper's Penguins). Zde ztvárňuje skupinku šesti tučňáků – Hlučouna, Hryzouna, Kapitána, Pitomu, Miláčka a Smraďocha, kteří se namísto do Zoologické zahrady omylem dostanou do rukou úspěšného newyorského podnikatele.